# Eldin Hadžić
Eldin Hadžić Osmanovic (ur. 14 października 1991 w Ključ) – bośniacki piłkarz występujący na pozycji napastnika w Elche CF.